# Хангар Старог аеродрома на Новом Београду
Хангар Старог аеродрома једини је сачувани објекат некадашњег аеродрома Ваздушног пристаништа Београд. Направљен је 1929. године према решењу и под надзором Милутина Миланковића, а данас представља споменик културе Србије.

## Локација
Хангар Старог аеродрома саграђен је у непосредној близини села Бежанија, око 2 км јужно од Земуна, на Дојном пољу, које је подизањем насипа и пруге Београд–Загреб 1884. године подељено на северни (дунавски) и јужни (савски) део
Парк је данас стациониран у Улици Омладинских бригада 88 на Новом Београду, у оквиру пословно-стамбеног парка Ерпорт сити.

## Историјат

### Ваздушно пристаниште Београд
Аеродромски комплекс је формиран на празном простору код Бежаније, на месту познатом под именом Дојно поље. Експропријација земљишта и радови на насипању терена и његовој стабилизацији отпочели су током 1923. године али су се због недостатка средстава одужили пуне две године, тако да је крајем 1925. отпочела изградња аеродромске инфраструктуре.
Пројектом посебног грађевинског бироа Одељења за ваздухопловство у Петроварадину, аеродром на данашњем Новом Београду замишљен је као војноцивилни, са заједничким летилиштем. За цивилни део одређен је простор у северозападном делу комплекса (према садашњем Студентском граду), а за војни - дуж пута за Бежанију. У првој фази је планирана изградња шест великих бетонских хангара - по три за војску и за цивиле.
Тек отварањем овог престоничног аеродрома, Краљевина СХС је на прави начин испунила обавезу коју је преузела још 1919, потписивањем Конвенције о међународном ваздушном саобраћају, а Београд је могао боље да искористи предност свог положаја за шире укључивање у систем међународног ваздушног саобраћаја. Од фебруара 1928. године са новог аеродрома полећу и авиони прве домаће авио компаније, "Аеропут".
На аеродрому је 1931. године изграђена модерна пристанишна, аеродромска зграда, а 1936. уграђена је и опрема за слетање при слабој видљивости. Током Другог светског рата аеродром су користили Немци. Они су га и порушили 1944. године, при повлачењу из Београда.

### Хангар
Од некадашњег аеродрома, данас је сачуван само хангар бетонске конструкције са радионичким анексима, који је саграђен 1929. године. Хангар је реализован и направљем према решењу Милутина Миланковића. Објекат се састоји од централног дела, односно хангара за монтажу и два бочна анекса који су уклопљени у јединствену архитектонско-функционалну целину. Милутин Миланковић применио је бетонску корубу за изградњу кровног дела хангара, која је у то време била изузетно значајна конструкцијска иновација, први пут изведена у Краљевини Југославији.
Од свих хангара које је реализвао научник и академик Милутин Миланковић, ово је једини који је остао сачуван. По типу и техникама са којим је прављен, представља један од малобројних сачуваних објеката тог типа у свету. Хангар Старог аеродрома представља први аеродромски комплекс у Београду и има посебан значај у историји националног ваздухопловства, а такође је један од ретко сачуваних објеката овог типа конструкције у свету и представља важно сведочанство техничке баштине Београда и Србије и градитељских вештина домаћих пројектаната и извођача.